# シャイニー・シュリンプス!愉快で愛しい仲間たち
『シャイニー・シュリンプス！愉快で愛しい仲間たち』（シャイニーシュリンプス ゆかいでいとしいなかまたち、Les Crevettes pailletées）は、2019年のフランスのスポーツコメディ映画。LGBTQ+による世界最大のスポーツと文化の祭典「ゲイゲームズ」出場を目指す、実在するゲイの水球チーム「シャイニー・シュリンプス」をモデルにしたヒューマンドラマである。実際のシャイニー・シュリンプスのメンバーであるセドリック・ル・ギャロが監督・脚本を務めている。共同監督・脚本にマキシム・ゴヴァール。出演は、ニコラ・ゴブ、アルバン・ルノアール、ミカエル・アビブル、ダヴィド・バイオ、ロマン・ランクリ、ロラン・メヌ、ジェフレ・クエ、ロマン・ブロ、フェリックス・マルティネスなど。
2019年5月、フランスで公開されたフランス語映画（続編を除く）で初週動員数No.1を記録している。また、2022年には続編『シャイニー・シュリンプス!世界に羽ばたけ』が公開された。

## キャスト
- マチアス: ニコラ・ゴブ（フランス語版） - 競泳の元オリンピック銀メダリスト。ゲイ嫌い。
- ジャン: アルバン・ルノアール（フランス語版） - 「シャイニー・シュリンプス」の創始者でリーダー。
- セドリック: ミカエル・アビブル（フランス語版） - チーム唯一の既婚者。夫と双子を育てている。
- アレックス: ダヴィド・バイオ（フランス語版） - 銀行員。1年半前までジャンと交際していた。
- ダミアン: ロマン・ランクリ（フランス語版） - 人懐っこい。生まれてすぐに親に捨てられた過去あり。
- ジョエル: ロラン・メヌ（フランス語版） - チーム最年長。偏屈。
- グザヴィエ: ジェフレ・クエ - 陽気で奔放。
- フレッド: ロマン・ブロ - 振付担当。性別適合手術を受けたトランスジェンダーの女性。
- ヴァンサン: フェリックス・マルティネス - 新入り。

## 作品の評価
アロシネによれば、フランスの23のメディアによる評価の平均点は5点満点中3.4点である。
Rotten Tomatoesによれば、28件の評論のうち高評価は75%にあたる21件で、平均点は10点満点中6.3点、批評家の一致した見解は「『シャイニー・シュリンプス!愉快で愛しい仲間たち』は陳腐な表現で溢れているが、感動的な敗残者の物語のファンにとってはたまらない出来かもしれない。」となっている。